# Howelliella ovata
Howelliella ovata är en grobladsväxtart som först beskrevs av Alice Eastwood, och fick sitt nu gällande namn av Werner Hugo Paul Rothmaler. Howelliella ovata ingår i släktet Howelliella och familjen grobladsväxter. Inga underarter finns listade i Catalogue of Life.